# Neudorf-Bornstein
Neudorf-Bornstein (duń. Nytorp-Bornstein) – miejscowość i gmina w Niemczech, w kraju związkowym Szlezwik-Holsztyn, w powiecie Rendsburg-Eckernförde, wchodzi w skład Związku Gmin Dänischer Wohld.